# Jocs Olímpics d'Estiu de la Joventut de 2010
Els Jocs Olímpics d'Estiu de la Joventut de 2010, oficialment coneguts com a Jocs Olímpics de la Joventut Singapur 2010, fou un acte internacional de jocs esportius per a joves celebrat a la ciutat de Singapur, entre el 14 i el 26 d'agost de 2010. Fou l'edició inaugural dels Jocs Olímpics de la Joventut, un esdeveniment esportiu i cultural celebrat seguint el model dels Jocs Olímpics. Tres mil cinc-cents trenta-un atletes d'entre 14 i 18 anys de dos-cents quatre Comitès Olímpics Nacionals (CONs) van competir en 201 proves de 26 esports diferents. La decisió de celebrar la primera edició a Singapur fou anunciada el 21 de febrer de 2008 després de la votació de 105 membres del Comitè Olímpic Internacional (COI).
La primera medalla d'or dels Jocs fou atorgada el 15 d'agost de 2010 a la triatleta japonesa de divuit anys Yuka Sato. La primera medalla guanyada per Singapur, en tant que la nació amfitriona, fou la de bronze en taekwondo per a Daryl Dan, de disset anys. La medalla de màxim rang que va aconseguir la delegació de Singapur foren dues d'argent, una el 18 d'agost pel nedador Rainer Ngen i l'altre el 23 d'agost per la jugadora de tennis de taula Isabelle Li. Pel combinat mixt de CONs, la primera medalla d'or l'aconseguí l'equip Europa 1, format per Yana Egoryan de Rússia, i Marco Fichera Marco, Camilla Mancini, Leonardo Affede, Alberta Santuccio Alberta i Eduardo Luperi d'Itàlia, que guanyaren la competició per equips d'equitació.

## Participació catalana
A manca d'incloure els esportistes nord-catalans, els atletes dels Països Catalans que participaren en aquest esdeveniment esportiu foren:
| Nom                  | Esport      | Disciplina                      | Pos.              | Origen                             | Club                            |
| -------------------- | ----------- | ------------------------------- | ----------------- | ---------------------------------- | ------------------------------- |
| Dídac Salas          | Atletisme   | salt de perxa                   | Medalla d'or      | Rubí (Vallès Occidental)           | ISS-L'Hospitalet                |
| Jenili Hilario       | Atletisme   | 400 m. llisos                   | 23                | ? (Andorra)                        | CAV Andorra                     |
| Enrique González     | Atletisme   | 400 m. tanques                  | 5                 | Lleida (Segrià)                    | Atletisme Els Sitges            |
| Alejandro Noguera    | Atletisme   | llançament de pes               | 11                | Alacant (Alacantí)                 | Pto. Alacant OHL                |
| Ana Martín-Sacristán | Atletisme   | salt de llargada                | 12                | València (l'Horta)                 | València Terra i Mar            |
| Ariadna Ramos        | Atletisme   | triple salt                     | 6                 | Igualada (Anoia)                   | Club Atlètic Igualada           |
| Jénifer Nevado       | Atletisme   | llançament de martell           | 13                | Barcelona (Barcelonès)             | Krafft-San Sebastián            |
| Javier Medori        | Bàsquet     | 3 X 3                           | 8                 | Eivissa                            | CB Estudiantes                  |
| Lluís Costa          | Bàsquet     | 3 X 3                           | 8                 | Sant Just Desvern (Baix Llobregat) | FC Barcelona                    |
| Francesc Pascual     | Bàsquet     | 3 X 3                           | 8                 | Barcelona (Barcelonès)             | Joventut de Badalona            |
| Bianca Martín        | Ciclisme    | camp a través                   | 21                | Palafrugell (Baix Empordà)         | Club Ciclista Sarfa-Palafrugell |
| Bianca Martín        | Ciclisme    | contra-rellotge                 | 13                | Palafrugell (Baix Empordà)         | Club Ciclista Sarfa-Palafrugell |
| Bianca Martín        | Ciclisme    | BMX                             | 7                 | Palafrugell (Baix Empordà)         | Club Ciclista Sarfa-Palafrugell |
| Bianca Martín        | Ciclisme    | mixt                            | 22                | Palafrugell (Baix Empordà)         | Club Ciclista Sarfa-Palafrugell |
| Néstor Abad          | Gimnàstica  | anelles                         | Medalla de bronze | Alcoi (Alcoià)                     | Gimnàstic Alacant               |
| Pedro Rivadulla      | Judo        | <55 kg.                         | Medalla de bronze | Tarragona (Tarragonès)             | Club de Judo Vital Esport       |
| Patrik Ferreira      | Judo        | <66 kg.                         | ?                 | ? (Andorra)                        | Centre Esportiu Ordino          |
| Patrik Ferreira      | Judo        | mixt                            | Medalla de bronze | ? (Andorra)                        | Centre Esportiu Ordino          |
| Oriol Cuñat          | Natació     | 200 m. lliures                  | 40                | ? (Andorra)                        | ?                               |
| Oriol Cuñat          | Natació     | 50 m. papallona                 | 13                | ? (Andorra)                        | ?                               |
| Anna Martí           | Natació     | 50 m. papallona                 | 10                | Tortosa (Baix Ebre)                | Club Natació Tortosa            |
| Anna Martí           | Natació     | 100 m. papallona                | 7                 | Tortosa (Baix Ebre)                | Club Natació Tortosa            |
| Anna Martí           | Natació     | relleus mixtos 4x100 m. lliures | DSQ               | Tortosa (Baix Ebre)                | Club Natació Tortosa            |
| Mònica Ramírez       | Natació     | 50 m. esquena                   | 11                | Escaldes-Engordany (Andorra)       | Club Esportiu Mediterrani       |
| Mònica Ramírez       | Natació     | 100 m. esquena                  | 20                | Escaldes-Engordany (Andorra)       | Club Esportiu Mediterrani       |
| Judit Ignacio        | Natació     | 100 m. papallona                | Medalla de plata  | Sabadell (Vallès Occidental)       | CN Sabadell                     |
| Judit Ignacio        | Natació     | 200 m. papallona                | Medalla de plata  | Sabadell (Vallès Occidental)       | CN Sabadell                     |
| Judit Ignacio        | Natació     | relleus mixtos 4x100 m. lliures | DSQ               | Sabadell (Vallès Occidental)       | CN Sabadell                     |
| Judit Ignacio        | Natació     | relleus mixtos 4x100 m. estils  | 10                | Sabadell (Vallès Occidental)       | CN Sabadell                     |
| Adrián Mantas        | Natació     | 200 m. lliures                  | DSQ               | València (l'Horta)                 | Club Ferca Sant Josep           |
| Adrián Mantas        | Natació     | relleus mixtos 4x100 m. estils  | 10                | València (l'Horta)                 | Club Ferca Sant Josep           |
| Clàudia Dasca        | Natació     | 200 m. lliures                  | 10                | Sabadell (Vallès Occidental)       | CN Sabadell                     |
| Clàudia Dasca        | Natació     | 400 m. lliures                  | 5                 | Sabadell (Vallès Occidental)       | CN Sabadell                     |
| Núria Chavarria      | Pentatló    | individual                      | 14                | Masdenverge (Montsià)              | Club Pentatló Torredembarra     |
| Núria Chavarria      | Pentatló    | mixt                            | 20                | Masdenverge (Montsià)              | Club Pentatló Torredembarra     |
| Aleix Heredia        | Pentatló    | individual                      | 5                 | Barcelona (Barcelonès)             | Escola Esportiva Llor           |
| Aleix Heredia        | Pentatló    | mixt                            | 21                | Barcelona (Barcelonès)             | Escola Esportiva Llor           |
| Elena Monleón        | Piragüisme  | K1 eslàlom                      | 15                | Palma (Mallorca)                   | Reial Club Nàutic de Palma      |
| Elena Monleón        | Piragüisme  | K1 sprint                       | 4                 | Palma (Mallorca)                   | Reial Club Nàutic de Palma      |
| Míriam Alarcón       | Tir amb arc | individual                      | 9                 | Eivissa                            | Club Tir amb Arc Es Cubells     |
| Míriam Alarcón       | Tir amb arc | mixt                            | 4                 | Eivissa                            | Club Tir amb Arc Es Cubells     |
| Anna Godoy           | Triatló     | individual                      | 11                | Barcelona (Barcelonès)             | CN Barcelona                    |
| Anna Godoy           | Triatló     | mixt                            | 6                 | Barcelona (Barcelonès)             | CN Barcelona                    |
| Martí Llena          | Vela        | byte CII                        | 8                 | Barcelona (Barcelonès)             | CN Garraf-ARC                   |

## Antecedents
Aprofitant l'organització de la 117a sessió del COI en territori nacional, Singapur va fer la primera proposta formal de candidatura per a un jocs esportius multidisciplinaris de la magnitud del país. Factors a favor de la candidatura incloïen la bona connectivitat logística amb la resta del món, la curta vida com a Estat independent, i la bona reputació per la convivència harmònica d'una societat multiracial. La ciutat-Estat engegà una forta campanya publicitària sent la primera a publicar una pàgina web oficial, un logotip (malgrat la normativa del COI en contra dels logos de candidatures) i un lema "Blazing the Trail" (en català, Obrint camí) el 16 d'octubre de 2007. La candidatura gaudí d'un ampli suport popular, incloent una iniciativa estudiantil per a recollir un milió de signatures per acollir els Jocs.
| Singapur | Singapur | 53 |
| Moscou   | Rússia   | 44 |

Onze ciutats mostraren interès a acollir els Jocs, però únicament nou presentaren proposta formal. Cinc ciutats de les nou foren seleccionades per a una elecció final: Atenes (Grècia), Bangkok (Tailàndia), Moscou (Rússia), Singapur, i Torí (Itàlia). La llista s'escurçà més endavant a dos finalistes, Singapur i Moscou. El 21 de febrer de 2008, el president el COI, Jacques Rogge, anuncià a través d'un comunicat per televisió des de Lausana, Suïssa, que Singapur havia obtingut el dret d'organitzar els Jocs.
Sorgí la preocupació per on s'havien d'allotjar dues noves infraestructures - una Vila Olímpica Juvenil i un complex eqüestre - previstes pel Jocs. Un expert constructor expressà la viabilitat del projecte de la Vila Olímpica a la Universitat Nacional de Singapur (NUS) amb una inversió de 423 dòlars estatunidencs, i que el recinte per esdeveniments amb cavalls podria inaugurar-se, igualment, a temps.
Tot i les conclusions del pèrit, la construcció de la Vila Olímpica a la ciutat universitària de la NUC entrà en dificultats degut a l'augment dels costos de construcció. En conseqüència es va decidir que la residència d'estudiants ja existent a la Universitat Tecnològica de Nanyang a Jurong West seria utilitzada com a vila olímpica.

## Flama olímpica

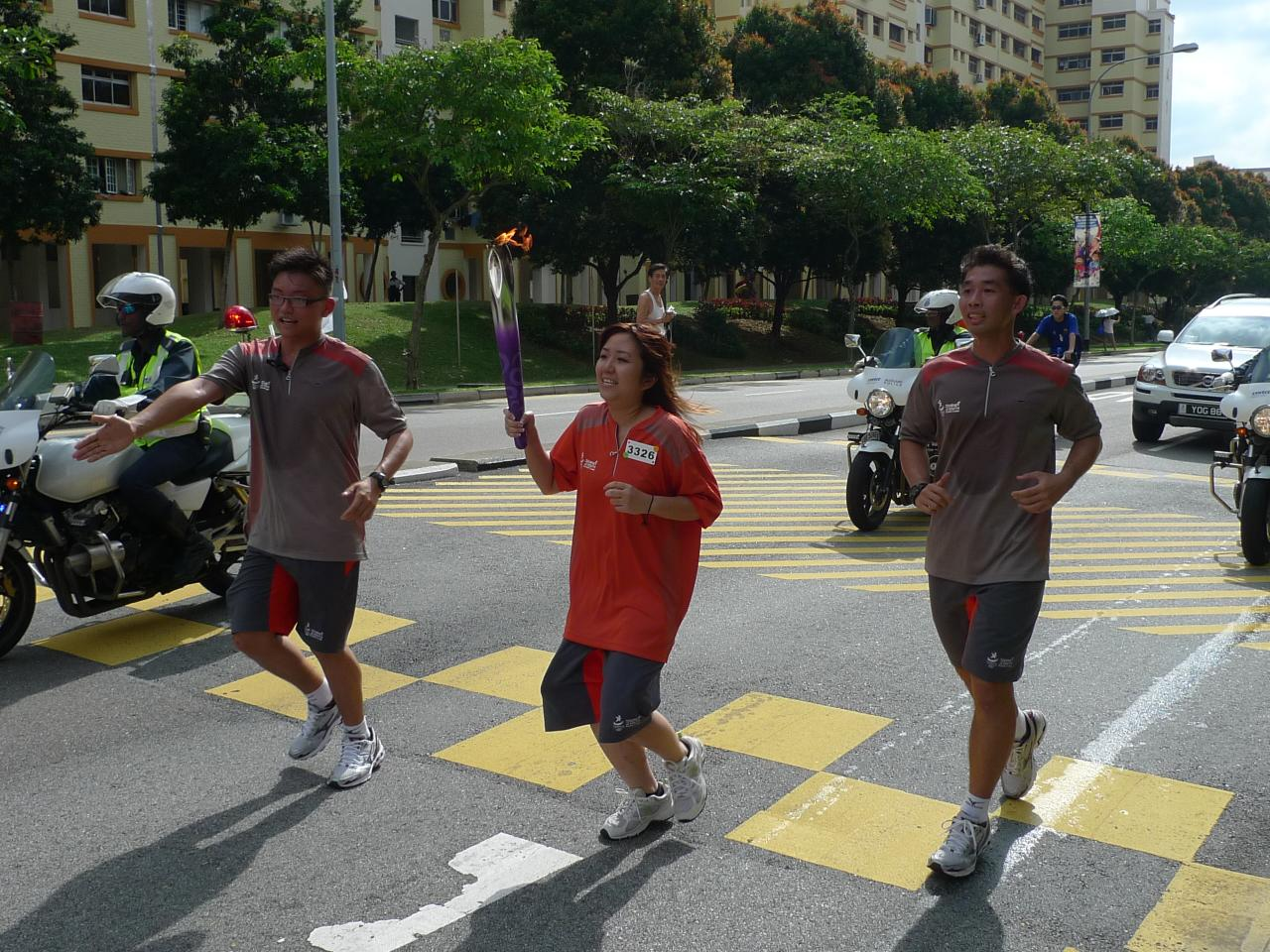
La torxa olímpica al seu pas pel nord-est de Singapur el 10 d'agost de 2010.

EL recorregut de la torxa dels Jocs Olímpics de la Joventut fou anunciat el 26 de gener de 2010. La torxa usada fou de 60 cm de llargada, de 5 a 6 cm d'amplada, i 0,74 kg. de pes.
La flama va ser encesa el 23 de juliol de 2010 a la localitat grega d'Olímpia, i viatjà per cinc ciutats que representaven els continents d'Àsia, Àfrica, Europa, Oceania i Amèrica. La torxa va recórrer les següents ciutats, batejades amb el nom de "Ciutats de la Celebració":
- Berlín,  Alemanya
- Dakar,  Senegal
- Ciutat de Mèxic,  Mèxic
- Auckland,  Nova Zelanda
- Seül,  Corea del Sud

Després de tretze dies pel món, el relleu de la torxa continuà durant sis dies més per Singapur. El 13 d'agost de 2010 fou encès un peveter portàtil a la Plataforma Flotant de Marina Bay pel Ministre Mentor Lee Kuan Yew.

## Calendari
| ● | Cerimònia d'Obertura | ● | Competició | ● | Final | ● | Cerimònia de Clausura |

| Agost                    | 12 | 13 | 14 | 15 | 16 | 17 | 18 | 19 | 20 | 21  | 22  | 23  | 24  | 25  | 26  | Total de Medalles d'Or |
| ------------------------ | -- | -- | -- | -- | -- | -- | -- | -- | -- | --- | --- | --- | --- | --- | --- | ---------------------- |
| Cerimònies               |    |    | ●  |    |    |    |    |    |    |     |     |     |     |     | ●   |                        |
| Atletisme                |    |    |    |    |    |    |    |    |    | 12  | 12  | 12  |     |     |     | 36                     |
| Bàdminton                |    |    |    |    |    |    |    | 2  |    |     |     |     |     |     |     | 2                      |
| Bàsquet (streetball)     |    |    |    |    |    |    |    |    |    |     |     | 2   |     |     |     | 2                      |
| Boxa                     |    |    |    |    |    |    |    |    |    |     |     |     |     | 11  |     | 11                     |
| Ciclisme                 |    |    |    |    |    |    |    |    |    |     | 1   |     |     |     |     | 1                      |
| Equitació (salt)         |    |    |    |    |    |    |    |    | 1  |     |     |     | 1   |     |     | 2                      |
| Esgrima                  |    |    |    | 2  | 2  | 2  | 1  |    |    |     |     |     |     |     |     | 7                      |
| Futbol                   |    |    |    |    |    |    |    |    |    |     |     |     | 1   | 1   |     | 2                      |
| Gimnàsia artística       |    |    |    |    |    |    | 1  | 1  |    | 5   | 5   |     |     |     |     | 12                     |
| Gimnàsia en trampolí     |    |    |    |    |    |    |    |    | 2  |     |     |     |     |     |     | 2                      |
| Gimnàsia rítmica         |    |    |    |    |    |    |    |    |    |     |     |     |     | 2   |     | 2                      |
| Halterofília             |    |    |    | 2  | 2  | 3  | 3  | 1  |    |     |     |     |     |     |     | 11                     |
| Handbol                  |    |    |    |    |    |    |    |    |    |     |     |     |     | 2   |     | 2                      |
| Hoquei sobre herba       |    |    |    |    |    |    |    |    |    |     |     |     | 1   | 1   |     | 2                      |
| Judo                     |    |    |    |    |    |    |    |    |    | 3   | 3   | 2   |     | 1   |     | 9                      |
| Lluita lliure            |    |    |    | 5  | 4  |    |    |    |    |     |     |     |     |     |     | 9                      |
| Lluita lliure (platja)   |    |    |    |    |    | 5  |    |    |    |     |     |     |     |     |     | 5                      |
| Natació                  |    |    |    | 3  | 8  | 4  | 7  | 3  | 9  |     |     |     |     |     |     | 34                     |
| Pentatló modern          |    |    |    |    |    |    |    |    |    | 1   | 1   |     | 1   |     |     | 3                      |
| Piragüisme               |    |    |    |    |    |    |    |    |    |     | 3   |     |     | 3   |     | 6                      |
| Rem                      |    |    |    |    |    |    | 4  |    |    |     |     |     |     |     |     | 4                      |
| Salts (natació)          |    |    |    |    |    |    |    |    |    | 1   | 1   | 1   | 1   |     |     | 4                      |
| Taekwondo                |    |    |    | 2  | 2  | 2  | 2  | 2  |    |     |     |     |     |     |     | 10                     |
| Tennis                   |    |    |    |    |    |    |    |    | 2  | 2   |     |     |     |     |     | 4                      |
| Tennis de taula          |    |    |    |    |    |    |    |    |    |     |     | 2   |     |     | 1   | 3                      |
| Tir                      |    |    |    |    |    |    |    |    |    |     | 1   | 1   | 1   | 1   |     | 4                      |
| Tir amb arc              |    |    |    |    |    |    |    | 1  | 1  | 1   |     |     |     |     |     | 3                      |
| Triatló                  |    |    |    | 1  | 1  |    |    | 1  |    |     |     |     |     |     |     | 3                      |
| Vela                     |    |    |    |    |    |    |    |    |    |     |     |     |     | 4   |     | 4                      |
| Voleibol                 |    |    |    |    |    |    |    |    |    |     |     |     |     |     | 2   | 2                      |
| Total de Medalles d'Or   |    |    |    | 15 | 19 | 16 | 18 | 11 | 15 | 25  | 27  | 20  | 6   | 26  | 3   | 201                    |
| Medalles d'Or Acumulades |    |    |    | 15 | 34 | 50 | 68 | 79 | 94 | 119 | 146 | 166 | 172 | 198 | 201 | 201                    |

## Medaller
Nació seu
| Posició | Estat                 | Or | Argent | Bronze | Total |
| 1       | R.P. de la Xina (CHN) | 30 | 16     | 5      | 51    |
| 2       | Rússia (RUS)          | 18 | 14     | 11     | 43    |
| 3       | Corea del Sud (KOR)   | 11 | 4      | 4      | 19    |
| 4       | Ucraïna (UKR)         | 9  | 9      | 15     | 33    |
| -       | Equip mixt            | 9  | 8      | 11     | 28    |
| 5       | Cuba (CUB)            | 9  | 3      | 2      | 14    |
| 6       | Austràlia (AUS)       | 8  | 13     | 8      | 29    |
| 7       | Japó (JPN)            | 8  | 5      | 3      | 16    |
| 8       | Hongria (HUN)         | 6  | 4      | 5      | 15    |
| 9       | França (FRA)          | 5  | 2      | 7      | 15    |
| 10      | Itàlia (ITA)          | 5  | 9      | 5      | 19    |
| 62      | Singapur (SIN)        | 0  | 2      | 4      | 6     |